# Tamo gde snovi odlaze da umru
Tamo gde snovi odlaze da umru je strip epizoda Dilana Doga objavljena premijerno u Srbiji u svesci #219. u izdanju Veselog četvrtka. Na kioscima se pojavila 22. novembra 2024. Koštala je 450 dinara (3,8 €; 4,1 $). Imala je 94 strane.

## Originalna epizoda
Originalna epizoda pod nazivom La viata el il suo contrario objavljena je premijerno u #427. regularne edicije Dilana Doga u Italiji u izdanju Bonelija. Izašla je 31.3.2022. Koštala je 4,9 €. Điđi Simeoni je bio scenarista i crtač ove epizode. Naslovnu stranu su nacrtali braća Đanluka i Raul Čestaro.

## Prethodna i naredna sveska
Prethodna sveska regularne edicije nosila je naslov Život i njegova suprotnost (#218), a naredna Zver iz vresišta (#220).
Pogledati: Dilan Dog (spisak epizoda)